# Circolo Rapallo Golf Open
Het Circolo Rapallo Golf Open  was een golftoernooi van de Alps Tour in 2008 en 2009. Het werd gespeeld op de Golf Club Rapallo  (Circolo Golf Rapallo).
In april 2008 werd het gespeeld als derde toernooi van het seizoen. Winnaar was de Franse speler Xavier Lazurowicz met een score van 204 (-6).
In juli 2009 volgde de tweede en laatste editie. Winnaar was Joost Luiten met een score van 202 (-8).